# タナカ・アイコ
タナカ・アイコ（Aiko Tanaka、1979年12月13日 - ）は米国で活動する女優、ダンサー、コメディアン。日本・東京都出身で、母親は完全な日本人、父親は朝鮮民族と日本人のハーフであるという。漢字表記については公式サイトでAikoの意味を「child of love」としており、田中愛子と思われる。
『Import Tuner』や『D-Sport』など、いわゆるインポート（※輸入車）レーシング系雑誌の表紙モデルへの起用で著名になった。これら雑誌の歴史において、日韓両国の血を引く表紙モデルは彼女が初の存在である 。
また、ビデオゲーム『Street Racing Syndicate』では登場キャラクターの声を担当。デスティニーズ・チャイルド、Far East Movement、歐陽靖のミュージックビデオにも出演している。
2022年にはアメリカの人気オーディション番組『アメリカズ・ゴット・タレント』シーズン17に出場し、注目を浴びる。

## フィルモグラフィ
| 年     | タイトル                       | 役柄                     | 備考           |
| ------ | ------------------------------ | ------------------------ | -------------- |
| 2002年 | My Wife and Kids               | Flower Lady              | テレビシリーズ |
| 2004年 | Miss Castaway                  | Japan                    |                |
| 2006年 | ワイルドスピードX3 TOKYO DRIFT | Cowgirl at Starting Line |                |
| 2007年 | Finishing the Game             | Nunchuck Girl            |                |
| 2007年 | Revolución de Iguodala!        | Japanese Iggy            |                |
| 2007年 | White Air                      | Snow Bunny               |                |
| 2008年 | China Dolls                    | May                      |                |